# 鬼平犯科帳スペシャル 盗賊婚礼
『鬼平犯科帳スペシャル 盗賊婚礼』（おにへいはんかちょうスペシャル とうぞくこんれい）は、フジテレビ系列で2011年9月30日に放送された時代劇ドラマ（単発）。池波正太郎原作の時代劇シリーズ『鬼平犯科帳』のスペシャル版。フィルム撮影。

## 概要
本作は、二代目中村吉右衛門主演のテレビ時代劇『鬼平犯科帳』のテレビ第4シリーズの第3話「盗賊婚礼」のリメイク作品にあたる。

## スタッフ
- 企画 - 能村庸一（フジテレビ）、武田功（松竹）
- プロデューサー - 成河広明（フジテレビ）、佐生哲雄（松竹）、足立弘平（松竹）
- 原作 - 池波正太郎 「盗賊婚礼」 （文春文庫刊）
- 脚本 - 古田求
- 音楽 - 津島利章
- 監修 - 小野田嘉幹
- 美術監修 - 西岡善信
- 料理指導 - 近藤文夫
- テーマ音楽 - インスピレイション / ジプシー・キングス
- ナレーター - 能村太郎
- 監督 - 石原興
- 制作 - フジテレビ、松竹株式会社

## キャスト
- 長谷川平蔵 - 二代目中村吉右衛門
- 久栄 - 多岐川裕美
- 酒井祐助 - 勝野洋
- 木村忠吾 - 尾美としのり
- 村松忠之進 - 沼田爆
- 三井忠次郎 - 中村吉之助
- 竹内孫四郎 - 中村吉三郎
- 山崎国之進 - 中村吉五郎
- 小柳安五郎 - 谷口高史
- 田島 - 中村吉六
- 望月 - 中村吉二郎
- 小林金弥 - 三代目中村又五郎[1]
- 小房の粂八 - 蟹江敬三
- 伊三次 - 三浦浩一
- 大滝の五郎蔵 - 綿引勝彦
- 三次郎 - 藤巻潤
- おとき - 江戸家まねき猫
- おまさ - 梶芽衣子
- 傘山の弥太郎 - 七代目市川染五郎
- 鳴海の繁蔵 - 布施博
- お糸 - 黒川智花
- 根津の丑松 - 鷲生功
- 土山左十郎 - 真砂皓太
- 渡辺 - 五代目澤村由次郎
- 山城屋文蔵 - 大谷桂三
- お粂 - 田村友里
- 万太郎 - 樋口浩二
- 吾助 - 鎌田栄治
- しお – 川崎あかね
- 茂作 - 諸木淳郎
- 住職 - 窪田弘和
- お津世 - 白石美帆
- 勘助 - 五代目中村歌六
- 長嶋の久五郎 - 松平健